# Echeveria setosa
Echeveria setosa är en fetbladsväxtart som beskrevs av Joseph Nelson Rose och Purpus. Echeveria setosa ingår i släktet Echeveria och familjen fetbladsväxter.

## Underarter
Arten delas in i följande underarter:
- E. s. ciliata
- E. s. deminuta
- E. s. minor
- E. s. oteroi

## Bildgalleri

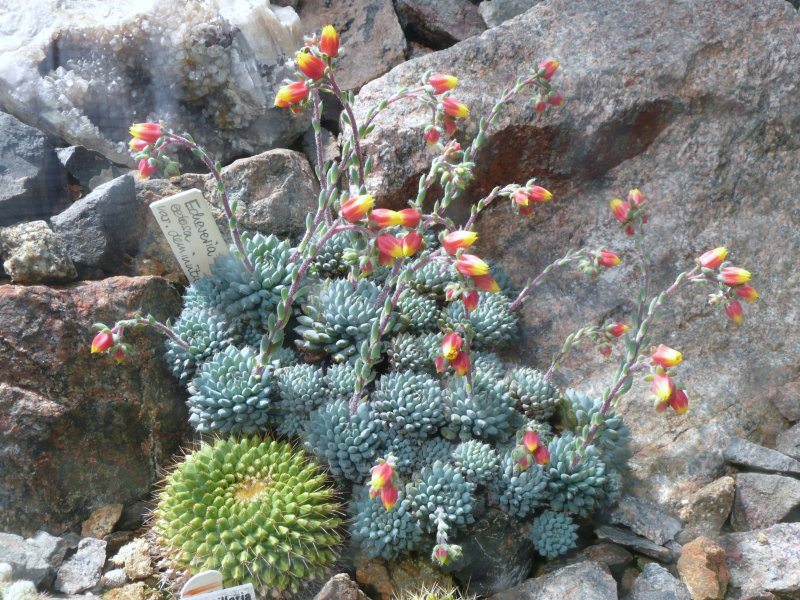
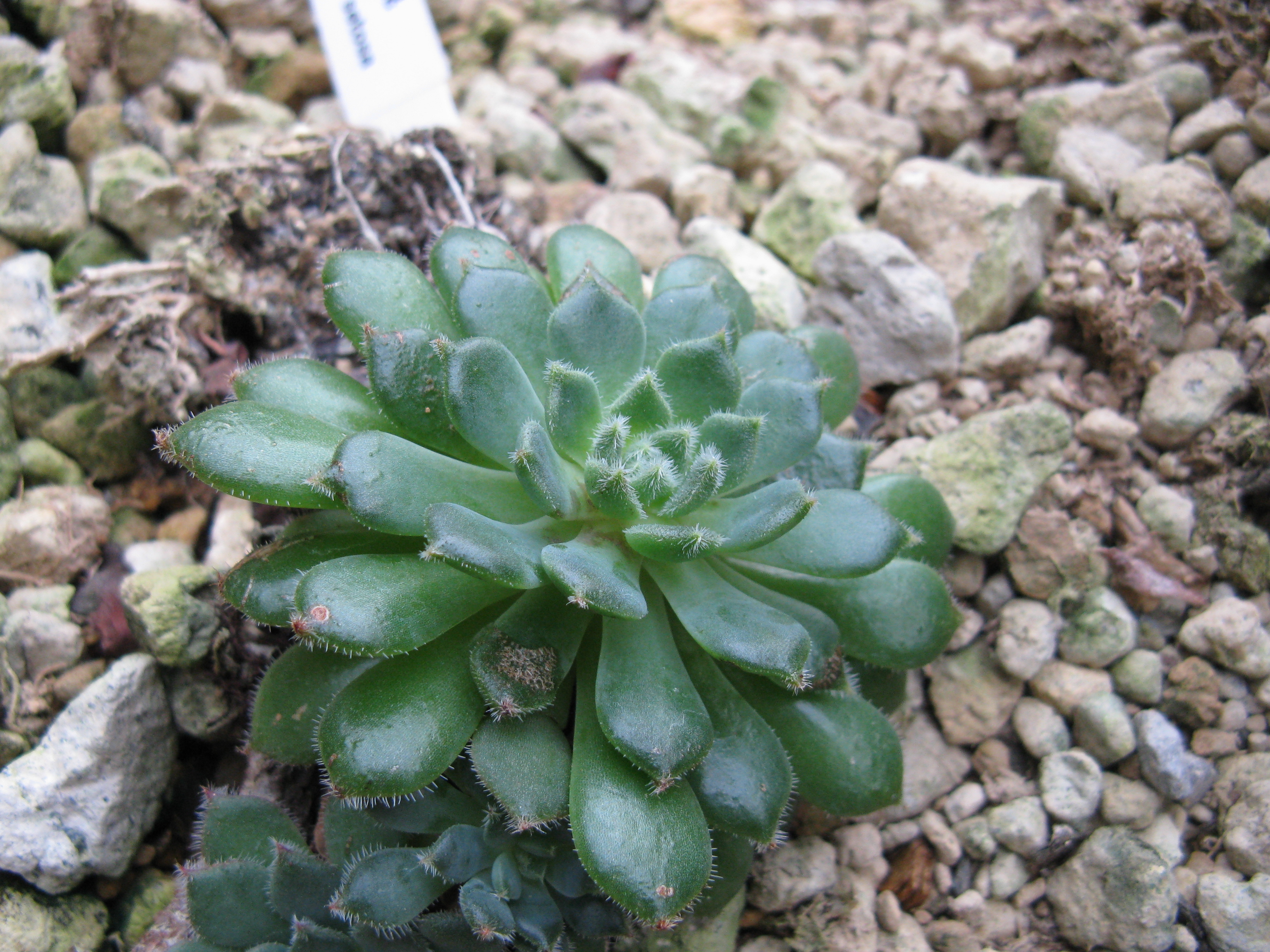
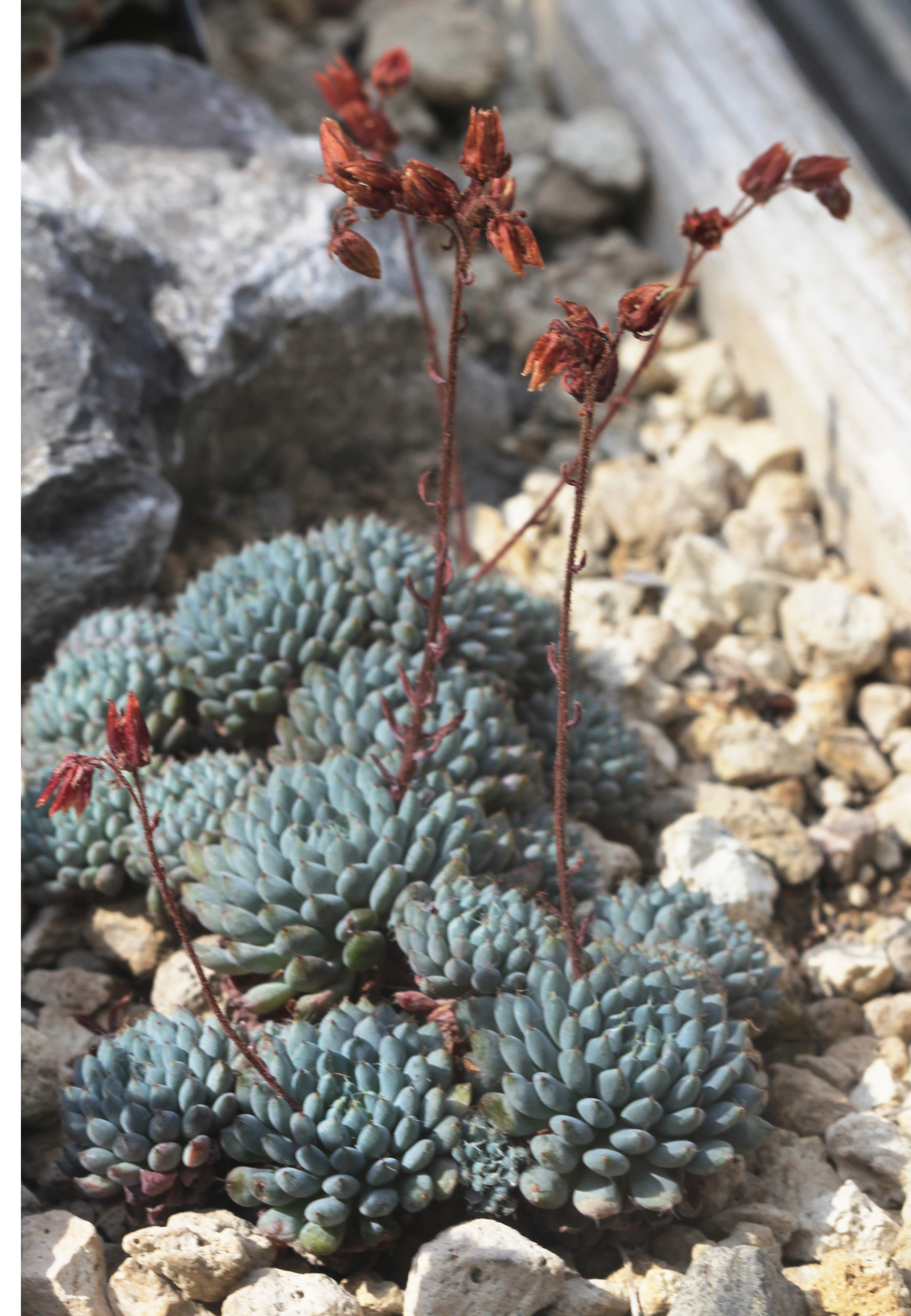
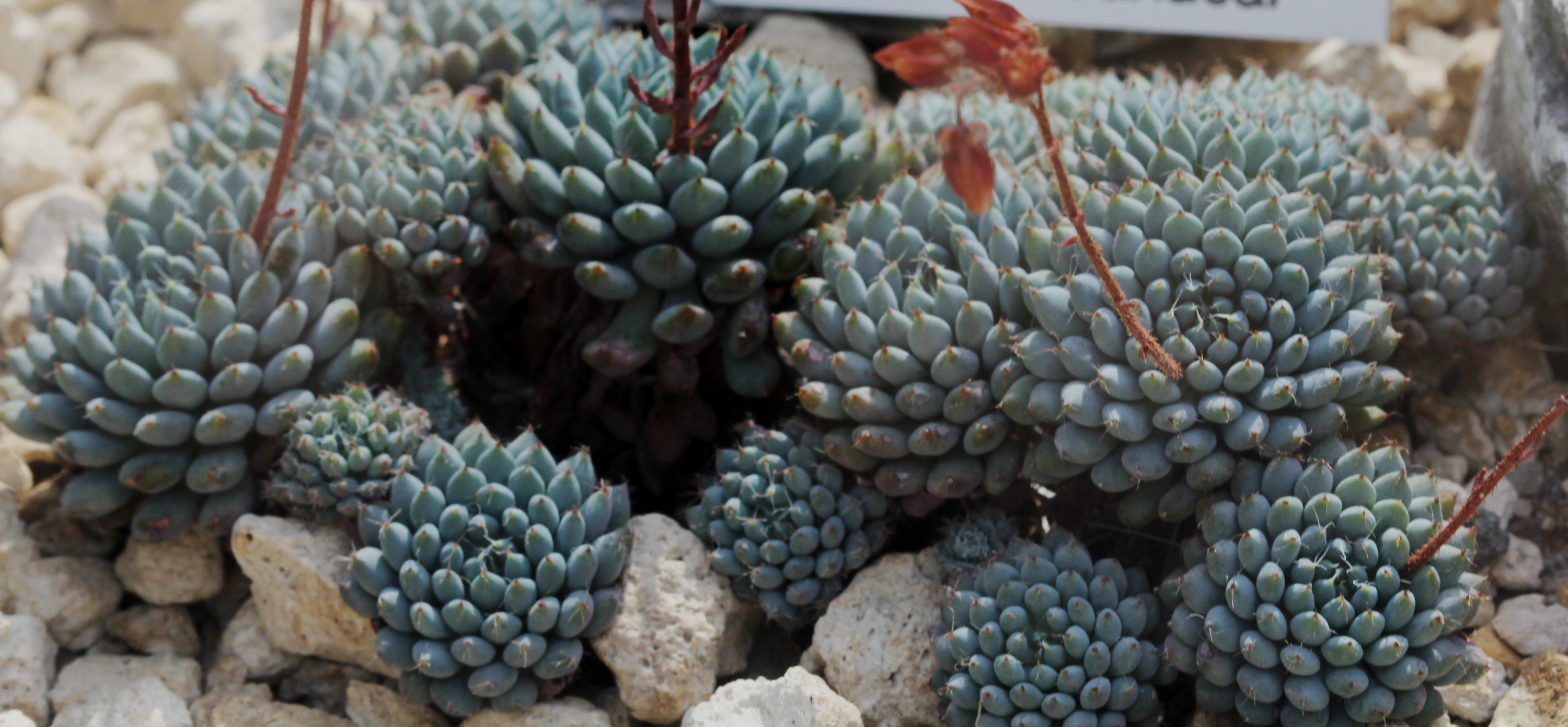
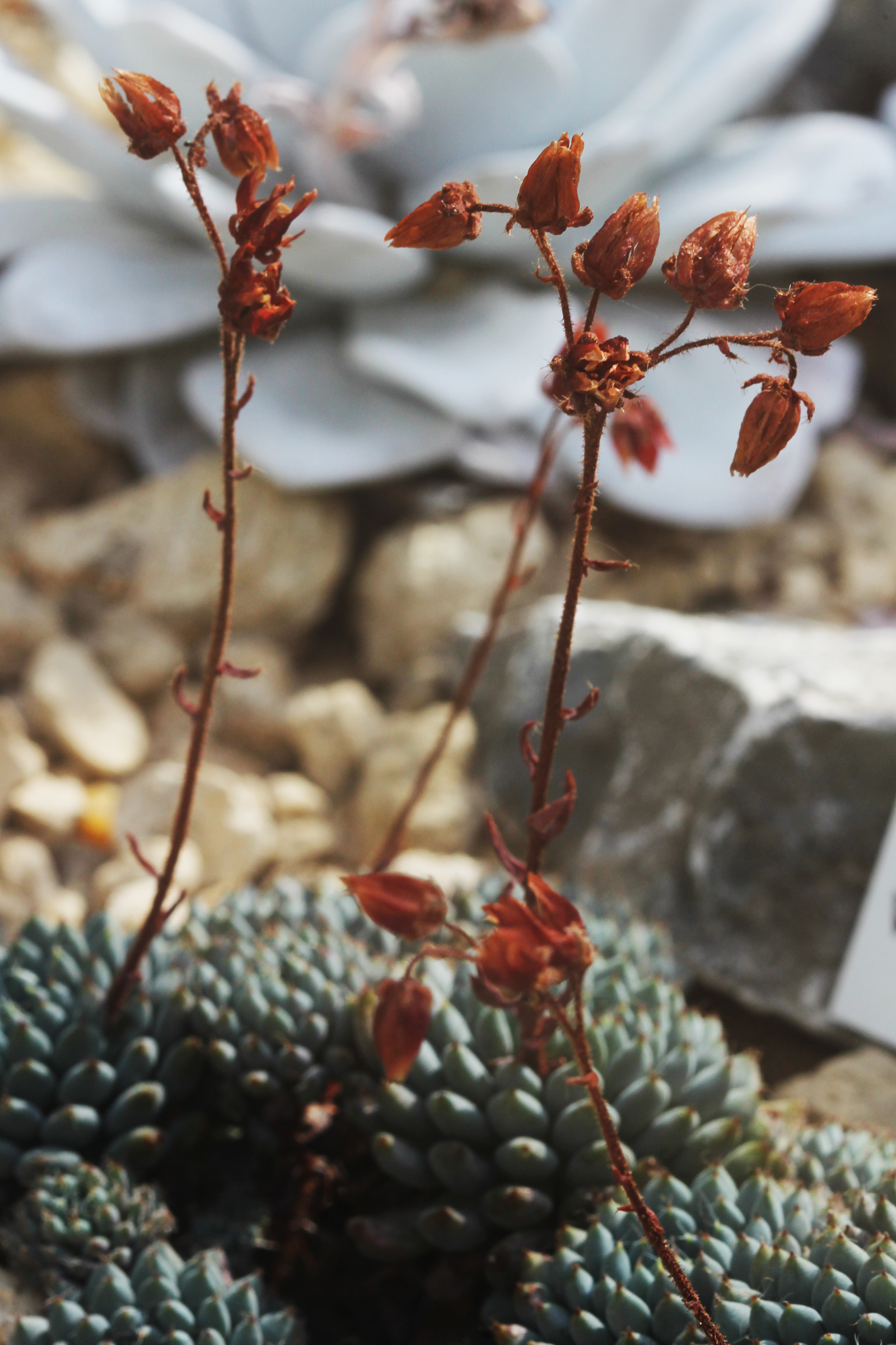
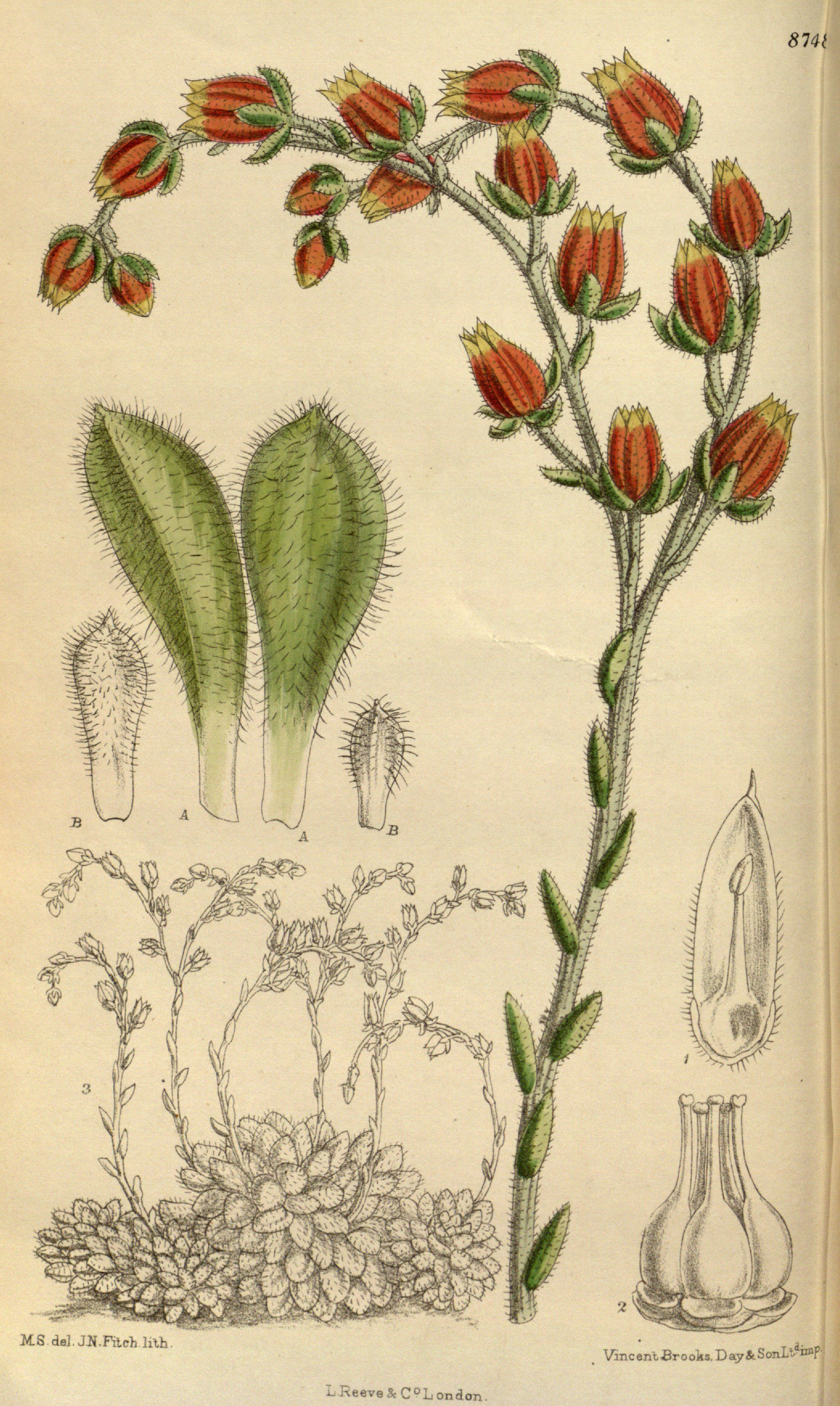